# ASC Police
Der ASC Police (arabisch الجمعية الرياضية والثقافية للشرطة, DMG al-Ǧamʿiyya ar-riyāḍiyya wa-ṯ-ṯaqāfiyya li-š-Šurṭa) ist ein 1978 gegründeter mauretanischer Fußballverein aus Nouakchott, der Hauptstadt Mauretaniens. Der Verein ist die Mannschaft der mauretanischen Polizei. Mit 7 gewonnenen Meisterschaften ist ASC Police, gemeinsam mit AS Garde Nationale, Rekordmeister in der ersten Liga. Lange Zeit dominierten beide Vereine die Liga und spielten die Meisterschaft unter sich aus. 1991 konnte der letzte Titel gewonnen werden. Seitdem verschwand der Verein immer mehr im Mittelmaß, die dominierende Mannschaft ist mittlerweile der FC Nouadhibou. An seine frühen Erfolge kann der Verein bis heute nicht mehr anknüpfen.

## Erfolge
- Meisterschaften: 7

1981, 1982, 1986, 1987, 1988, 1990, 1991
- Pokal: 2

1985, 1999

## Statistik in den CAF-Wettbewerben
| Wettbewerb             | Runde         | Gegner                    | Hinspiel | Rückspiel            |  |
| ---------------------- | ------------- | ------------------------- | -------- | -------------------- |  |
|                        |               |                           |          |                      |  |
| CAF Champions Cup 1982 | Qualifikation | Adjidjas FAP Cotonou      | 0:2 (H)  | 1:1 (A)              |  |
| CAF Champions Cup 1983 | Qualifikation | Sierra Fisheries Freetown | 1:3 (H)  | 0:1 (A)              |  |
| CAF Cup Winners 1986   | Qualifikation | Kamboi Eagles             | n. a.    | n. a.                |  |
| CAF Champions Cup 1987 | 1. Runde      | Wydad Casablanca          | 1:3 (A)  | 0:2 (H)              |  |
| CAF Champions Cup 1988 | Qualifikation | Sierra Fisheries Freetown | 1:0 (A)  | 0:0 (H)              |  |
|                        | 1. Runde      | SEIB Diourbel             | 2:0 (H)  | 0:2 (A) (10:9 n. E.) |  |
|                        | 2. Runde      | FAR Rabat                 | 0:5 (A)  | 2:1 (H)              |  |
| CAF Champions Cup 1992 | Qualifikation | Sporting Clube da Praia   | 0:0 (H)  | 0:0 (A) (4:5 n. E.)  |  |

- 1986: Der Verein zog seine Mannschaft nach der Auslosung zurück.